# ديشار كريتي
ديشار كريتي (الاسم العلمي:Pteris cretica) هو نوع نباتي يتبع جنس الديشار من فصيلة الديشارية.